# Nd-glaslaser
Een Nd:glaslaser is een vastestoflaser waarvan het actief medium bestaat uit met neodymium (Nd) gedopeerd glas.
De laser biedt een goedkoop alternatief voor een Nd:YAG-laser van laag vermogen, dus gepulst op lage frequentie. Toepassingen liggen vooral in de meettechniek.